# Te gusté
"Te gusté" é uma canção da cantora norte-americana Jennifer Lopez e do cantor porto-riquenho Bad Bunny. O seu lançamento ocorreu a 9 de novembro de 2018 através da editora discográfica G2. O tema apresenta uma direção musical derivada do género reggaeton, sendo que liricamente retrata quando um casal se encontra pela primeira vez, se apaixona, e recordam juntos esse momento.

## Faixas e formatos
| Descarga digital |            |         |  |
| N.º              | Título     | Duração |  |
| 1.               | "Te gusté" | 3:42    |  |

## Prêmios e indicações
| Ano  | Prêmiação                | Categoria                          | Resultado |
| ---- | ------------------------ | ---------------------------------- | --------- |
| 2019 | Premios Tu Musica Urbano | Colaboração do Ano - Internacional | Indicado  |

## Desempenho comercial

### Posições nas tabelas musicais
| Chart (2018)                                    | Peak position |
| ----------------------------------------------- | ------------- |
| Dominican Republic (Monitor Latino)             | 17            |
| Puerto Rico (Monitor Latino)                    | 7             |
| Spain (PROMUSICAE)                              | 52            |
| Estados Unidos (Billboard Digital Song Sales)   | 46            |
| Estados Unidos (Billboard Hot Latin Songs)      | 12            |
| Estados Unidos (Billboard Hot Latin Airplay)    | 36            |
| Estados Unidos (Billboard Latin Rhythm Airplay) | 20            |
| Venezuela (National-Report)                     | 39            |

 
|

### Charts Anuais
| Chart (2019)                   | Position |
| ------------------------------ | -------- |
| US Hot Latin Songs (Billboard) | 95       |

|}